# هوستیشووا
هوستیشووا (به چکی: Hostišová) یک منطقهٔ مسکونی در جمهوری چک است که در ناحیه زلین واقع شده‌است. هوستیشووا ۲٫۶۴ کیلومتر مربع مساحت و ۴۶۲ نفر جمعیت دارد و ۳۰۸ متر بالاتر از سطح دریا واقع شده‌است.